# Tiberio Claudio Paulino
Tiberio Claudio Paulino (en latín: Tiberius Claudius Paullinus) fue un senador romano que vivió en el siglo II, y desarrolló su cursus honorum bajo Antonino Pío y Marco Aurelio. 

## Carrera
Fue cónsul sufecto en el año 162 junto a Tiberio Claudio Pompeyano, como se desprende de varios diplomas militares.

## Matrimonio y descendencia
Según una inscripción fechada en los años 183/184, parece que él y Claudia Marciola estaban casados y tenían un hijo llamado Tiberio Claudio Flaviano. Un Tiberio Claudio Paulino de la misma familia, documentado como gobernador de la provincia de Britania Inferior en el año 220, fue posiblemente su nieto.